# OpenText Corporation

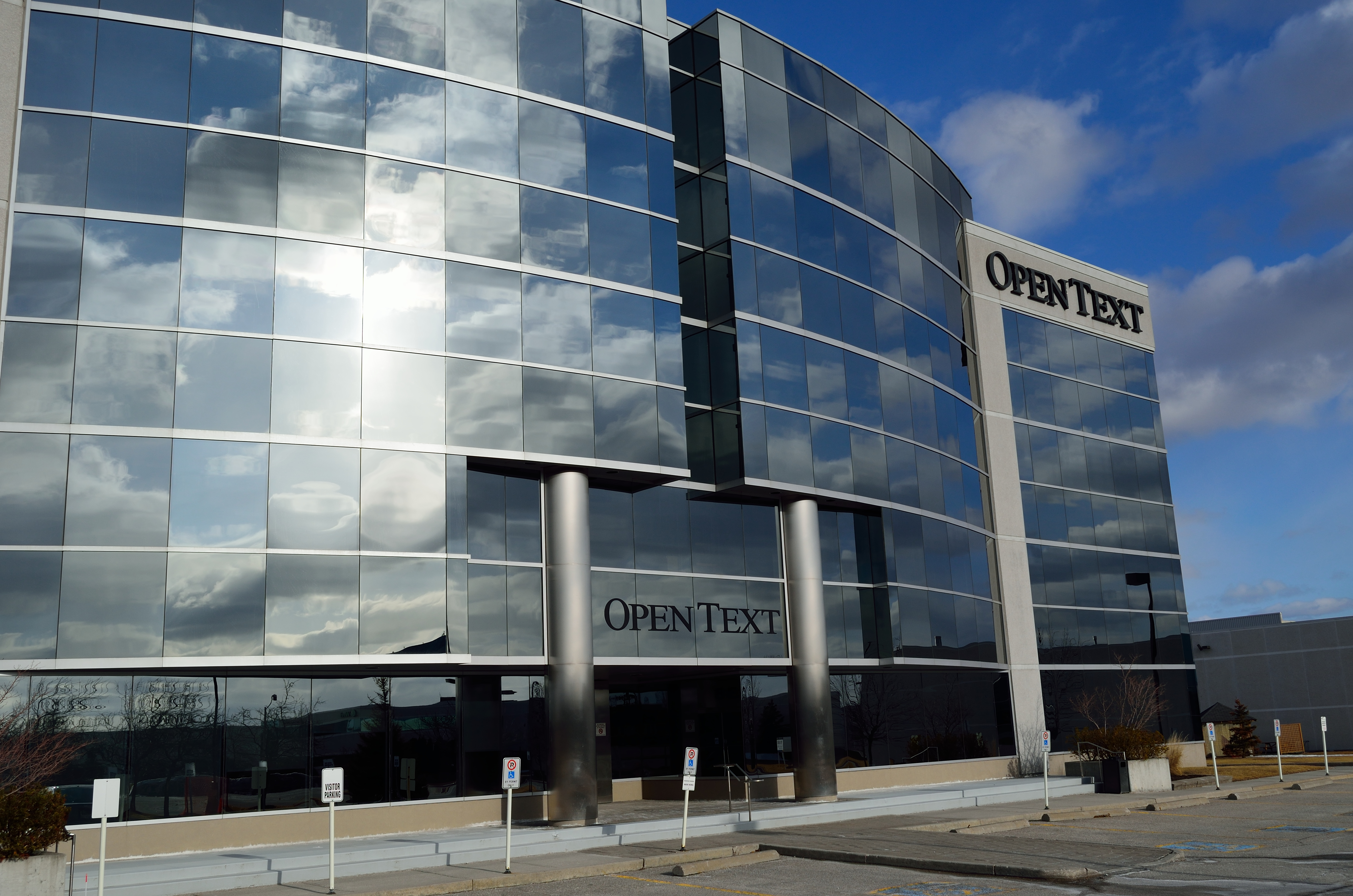
OpenText Office Building

OpenText Corporation es la empresa de software más grande de Canadá., donde tiene su sede, desarrolla y distribuye Enterprise Information Management (EIM) o soluciones de información para empresas grandes a través de todas las industrias.
Las aplicaciones de OpenText administran contenido o datos no estructurados para la administración, eficacia y monetización requeridos en compañías grandes, agencias de gobierno y empresas de servicio profesional. Las soluciones de OpenText pretenden cumplir los requisitos de administración de la información, incluyendo la administración de volúmenes grandes de datos, conformidad con requisitos reguladores, y experiencia móvil y administración en línea .
OpenText da empleo a unas 8,000 personas en todo el mundo y cotiza en bolsa, incluyendo el NASDAQ (OTEX) y la Bolsa de valores de Toronto (OTC).

## Historia
La empresa OpenText fue fundada en 1991 por un grupo de cuatro personas a partir de un proyecto tecnológico de la University of Waterloo para facilitar las búsquedas en el Oxford English Dictionary.
Algunos de aquellos primeros participantes en el proyecto fueron dos profesores de Informática, Dr. Frank Tompa y Dr. Gastón Gonnet, un estudiante de Informática, Michael Knowles, y su colega de la Facultad de Artes, John Stubbs.
Algunas personas claves que participaron más tarde han sido Tom Jenkins (P Thomas Jenkins, conocido como Tom), se unió la empresa como COO en 1994 y Tim Bray. Tom Jenkins sería más tarde Presidente y Director Ejecutivo, y también Presidente Ejecutivo desde 2013. John Shackleton fue Presidente entre 1998 –2011, y CEO entre 2005-2011. Mark Barrenechea ha sido Presidente y CEO de OpenText desde 2012.
OpenText apoya a la Universidad de Waterloo Stratford Campus, contribuyendo con fondos y servicios en la escuela.
El enorme crecimiento de OpenText se ha producido gracias a las adquisiciones de:
2022
- Micro Focus

2015
- Actuate Corporation
- Informative Graphics Corporation

2014
- GXS Inc.

2013
- Cordys
- ICCM

2012
- Easylink

2011
- MESSAGEmanager Soluciones
- Metastorm
- weComm
- Global360
- Operitel

2010
- Nstein Tecnologías
- StreamServe Inc

2009
- Vizible Empresa
- Vignette Empresa

2008
- Emoción LLC
- Spicer Empresa
- Captaris

2006
- Hummingbird Ltd

2005
- Optura

2004
- IXOS
- Artesia

2003
- Opencola[4]
- Eloquent
- Corechange

2002
- Centrinity

2000
- Bluebird

pre-2000
- Microstar Software
- PS Soluciones de software
- Dimensiones de información
- Sistemas de lava
- OnTime
- NIRV
- Odesta
- Intunix
- thinktank Tecnologías

## Suites
- Content Suite: Permite a todo tipo de usuario aplicar políticas coherentes en cualquier tipo de contenido dentro de la empresa, para proteger su seguridad, integrar sus fuentes y administrar sus datos.
- Process Suite: Una plataforma de procesos de negocio con aplicaciones que permiten a las empresas automatizar los procesos más complejos.
- Experience Suite: Permite disparar los resultados durante la creación y personalización del contenido al compartirlo en la empresa.
- Information Exchange Suite: Provee soluciones que facilitan el control sobre la provisión de la información
- Discovery Suite: Controla el contenido sin integrar, sin estructurar y sin mantener -con aplicaciones que permiten a las organizaciones hacer consultas sobre sus datos almacenados.

## Productos
OpenText™ Core: "una plataforma en la nube, que ofrece servicios bajo demanda y que permite el intercambio de documentos corporativos y la administración de información compartida"
OpenText Analytics Es un conjunto de aplicaciones que facilitan la autonomía a cualquier usuario o analista de negocio y es propiedad de Opentext desde la adquisición de Actuate Corporation en diciembre de 2014. La suite incluye los siguientes productos:
- OpenText™ Big Data Analytics, conocido como BIRT Analytics, fue citado por TDWI por su provisión de "minería de datos visual y fácil de usar, así como por sus capacidades de análisis predictivo para el analista de negocio" .[7]

- OpenText™ Information Hub, conocido como BIRT iHub, fue citado por Nucleus Research por incluir “mejoras para simplificar el desarrollo en la nube, en software como servicio o en entornos tradicionales, con una escalabilidad ilimitada a través de clústeres multi-inquilinos y multi-instancias.”.[8]

- OpenText™ Analytics Designer, conocido como BIRT Designer Pro, fue mencionado por Dresner como el número 1 de los 24 mejores proveedores de Embedded Analytics[9]